# Arquidiócesis de Miami
La arquidiócesis de Miami (en latín: Archidioecesis Miamiensis y en inglés: Roman Catholic Archdiocese of Miami) es una circunscripción eclesiástica de la Iglesia católica en Estados Unidos. Se trata de una arquidiócesis latina, sede metropolitana de la provincia eclesiástica de Miami. Desde el 20 de abril de 2010 su arzobispo es Thomas Gerard Wenski.

## Territorio y organización

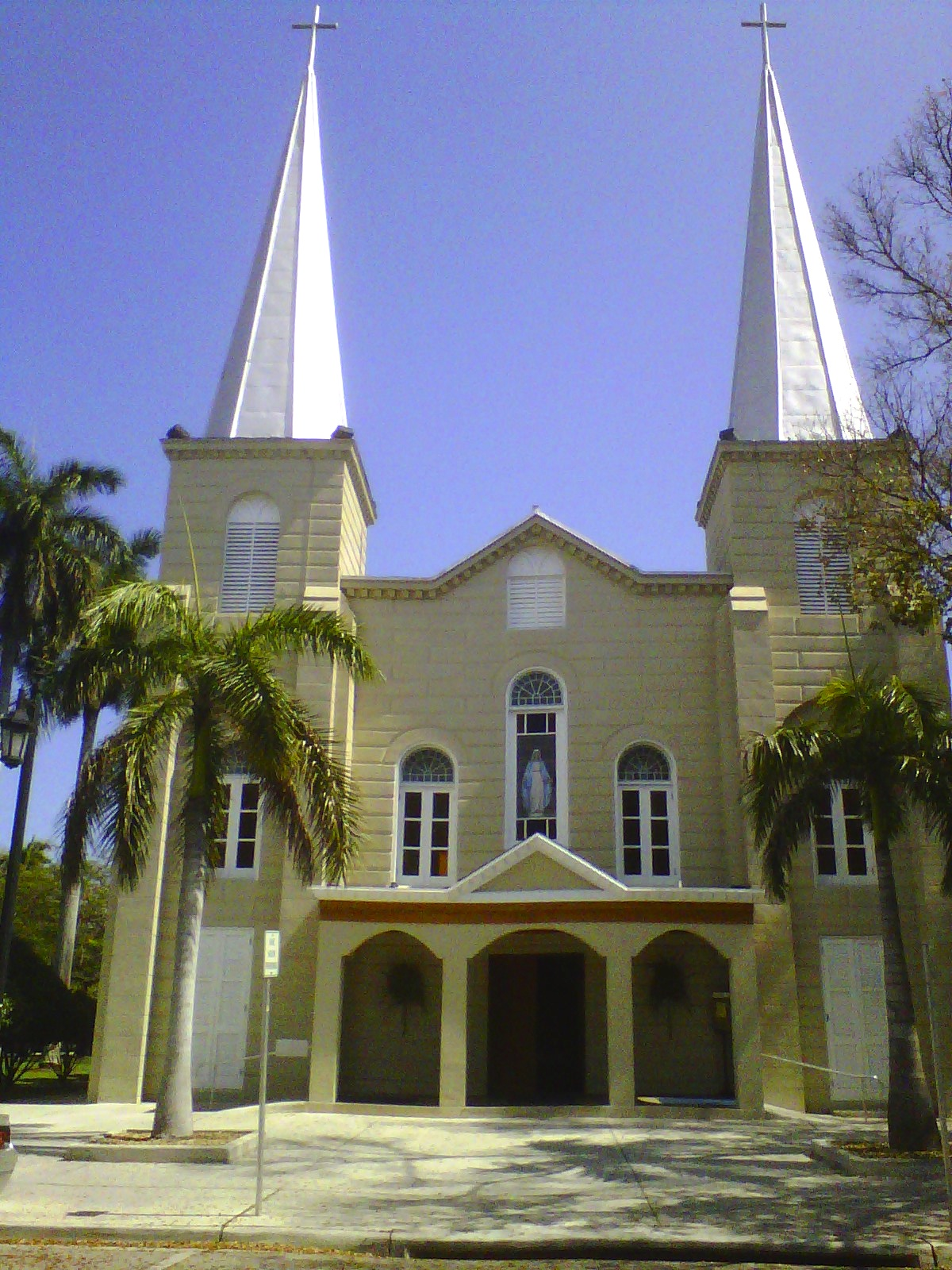
Basílica menor y protocatedral de San José, Bardstown

La arquidiócesis tiene 12 836 km² y extiende su jurisdicción sobre los fieles católicos de rito latino residentes en 3 condados del estado de Florida: Broward, Miami-Dade y Monroe.
La sede de la arquidiócesis se encuentra en la ciudad de Miami, en donde se halla la Catedral de Santa María. En Cayo Hueso se encuentra la basílica menor de Santa María Stella Maris.
En 2021 en la arquidiócesis existían 102 parroquias. 
La arquidiócesis tiene como sufragáneas a las diócesis de: Orlando, Palm Beach, Pensacola-Tallahassee, San Agustín, San Petersburgo y Venice.
Dos seminarios para la preparación teológica de los sacerdotes pertenecen a la arquidiócesis: el Seminario Universitario St. John Vianney, fundado en Westchester en 1959 por el obispo Coleman Francis Carroll, y el Seminario Regional Vincent de Paul, fundado por los lazaristas en 1963.

## Historia
La diócesis de Miami fue erigida el 25 de mayo de 1958 con la bula Cum supremum del papa Pío XII, obteniendo el territorio de la diócesis de San Agustín.
Originalmente sufragánea de la arquidiócesis de Baltimore, el 10 de febrero de 1962 ingresó a la provincia eclesiástica de la arquidiócesis de Atlanta.
En 1963 el obispo Carroll comenzó a abolir la segregación racial en las escuelas católicas, anticipando una disposición similar en las escuelas públicas, que se adoptó recién en 1970.
El 2 de marzo de 1968, a raíz de la bula Cum Ecclesia del papa Pablo VI, la diócesis cedió partes de su territorio para la erección de las diócesis de Orlando y San Petersburgo y al mismo tiempo fue elevada al rango de diócesis arquidiócesis metropolitana.
El 16 de junio de 1984 cedió más porciones de su territorio para la erección por el papa Juan Pablo II de las diócesis de Palm Beach (mediante la bula Qui omni cogitatione) y Venice (mediante la bula Postulat quandoque).

## Estadísticas
Según el Anuario Pontificio 2022 la arquidiócesis tenía a fines de 2021 un total de 824 230 fieles bautizados.
| Año                                                                             | Población            | Población | Población      | Sacerdotes | Sacerdotes    | Sacerdotes    | Bautizados por sacerdote | Diáconos permanentes | Religiosos | Religiosos | Parroquias |
| Año                                                                             | Bautizados católicos | Total     | % de católicos | Total      | Clero secular | Clero regular | Bautizados por sacerdote | Diáconos permanentes | Varones    | Mujeres    | Parroquias |
| ------------------------------------------------------------------------------- | -------------------- | --------- | -------------- | ---------- | ------------- | ------------- | ------------------------ | -------------------- | ---------- | ---------- | ---------- |
| 1966                                                                            | 426 000              | 2 316 000 | 18.4           | 315        | 168           | 147           | 1352                     |                      | 246        | 893        | 96         |
| 1970                                                                            | ?                    | 2 229 030 | ?              | 441        | 297           | 144           | ?                        |                      | 216        | 776        | 104        |
| 1976                                                                            | 744 000              | 3 160 000 | 23.5           | 494        | 299           | 195           | 1506                     | 1                    | 243        | 702        | 143        |
| 1980                                                                            | 830 700              | 3 406 900 | 24.4           | 500        | 307           | 193           | 1661                     | 22                   | 193        | 662        | 133        |
| 1990                                                                            | 621 069              | 3 129 138 | 19.8           | 444        | 303           | 141           | 1398                     | 82                   | 206        | 407        | 111        |
| 1999                                                                            | 787 672              | 3 597 277 | 21.9           | 379        | 264           | 115           | 2078                     | 122                  | 56         | 345        | 108        |
| 2000                                                                            | 800 695              | 3 737 047 | 21.4           | 432        | 317           | 115           | 1853                     | 125                  | 174        | 357        | 108        |
| 2001                                                                            | 816 207              | 3 791 043 | 21.5           | 382        | 273           | 109           | 2136                     | 140                  | 163        | 316        | 108        |
| 2002                                                                            | 830 366              | 3 955 969 | 21.0           | 343        | 230           | 113           | 2420                     | 146                  | 180        | 315        | 118        |
| 2003                                                                            | 844 685              | 3 955 969 | 21.4           | 350        | 236           | 114           | 2413                     | 143                  | 177        | 315        | 111        |
| 2004                                                                            | 856 783              | 4 036 799 | 21.2           | 361        | 238           | 123           | 2373                     | 142                  | 188        | 321        | 111        |
| 2009                                                                            | 860 000              | 4 299 000 | 20.0           | 397        | 314           | 83            | 2166                     | 119                  | 134        | 281        | 111        |
| 2013                                                                            | 742 608              | 4 408 811 | 16.8           | 332        | 256           | 76            | 2236                     | 151                  | 124        | 260        | 102        |
| 2016                                                                            | 775 000              | 4 609 245 | 16.8           | 297        | 265           | 32            | 2609                     | 154                  | 76         | 240        | 102        |
| 2019                                                                            | 815 900              | 4 855 720 | 16.8           | 269        | 239           | 30            | 3033                     | 145                  | 73         | 264        | 102        |
| 2021                                                                            | 824 230              | 4 905 350 | 16.8           | 271        | 233           | 38            | 3041                     | 133                  | 82         | 216        | 102        |
| Fuente: Catholic-Hierarchy, que a su vez toma los datos del Anuario Pontificio. |                      |           |                |            |               |               |                          |                      |            |            |            |

La arquidiócesis gestiona directamente o a través de las parroquias numerosas instituciones educativas, caritativas y asistenciales. A partir de 2006, había 63 escuelas primarias, 3 escuelas secundarias, 2 escuelas especiales para discapacitados que tenían un total de aproximadamente 50 000 estudiantes. Dos universidades católicas, la Universidad de Santo Tomás y la Universidad de Barry, están dirigidas directamente por la arquidiócesis y tienen aproximadamente 11 000 estudiantes. El compromiso en el sector salud se concreta con la presencia de 26 instituciones de salud administradas por la arquidiócesis.
Las escuelas secundarias que operan con el apoyo de la arquidiócesis son:
| Escuela de enseñanza media                      | Año * | Barrio        | Ciudad            |
| ----------------------------------------------- | ----- | ------------- | ----------------- |
| Escuela secundaria Arzobispo Coleman F. Carroll | 1998  | The Hammocks  | Miami             |
| Escuela secundaria Arzobispo Curley-Notre Dame  | 1953  | Buena Vista   | Miami             |
| Escuela secundaria Arzobispo Edward A. McCarthy | 1998  |               | Southwest Ranches |
| Colegio Jesuita de Belén                        | 1854  | Tamiami       | Miami             |
| Escuela secundaria Cardenal Gibbons             | 1961  |               | Fort Lauderdale   |
| Escuela de Carrollton del Sagrado Corazón       | 1961  | Coconut Grove | Miami             |
| Colegio Chaminade-Madonna                       | 1960  |               | Hollywood         |
| Escuela secundaria Christopher Columbus         | 1958  | Westchester   | Miami             |
| Escuela secundaria Immaculada-Lasalle           | 1958  | Coconut Grove | Miami             |
| Escuela secundaria Monseñor Edward Pace         | 1961  | Opa-Locka     | Miami             |
| Academia de Nuestra Señora de Lourdes           | 1963  |               | Miami             |
| Escuela secundaria St. Brendan                  | 1975  | Westchester   | Miami             |
| Escuela secundaria Sto. Tomás de Aquino         | 1936  |               | Fort Lauderdale   |
| * Año de su fundación                           |       |               |                   |

## Episcopologio
- Coleman Francis Carroll † (13 de agosto de 1958-26 de julio de 1977 falleció)
- Edward Anthony McCarthy † (26 de julio de 1977 por sucesión-3 de noviembre de 1994 retirado)
- John Clement Favalora (3 de noviembre de 1994-20 de abril de 2010 renunció)
- Thomas Gerard Wenski, desde el 20 de abril de 2010